# Горный бег
Горный бег (англ. fell running, mountain running, hill running) — дисциплина лёгкой атлетики, основной принцип которой заключается в передвижении бегом по предварительно определённой трассе, пролегающей в горной местности, с целью скорейшего достижения финиша.

## История
Первые официальные соревнования по горному бегу состоялись в XI веке в Шотландии — король Малькольм III объявил конкурс, по результатам которого был определён самый быстрый гонец Шотландии.
Дальнейшие сообщения о соревнованиях по горному бегу относят уже к середине XIX-го столетия — существуют записи, свидетельствующие о том, что подобного рода конкурсы проводили в рамках ярмарочных игр и развлечений. Конкурсы на самого быстрого горного бегуна были широко распространены в Шотландии наряду с соревнованиями по борьбе, бегу на короткие дистанции и метанию молота.
Зачастую соревнования по горному бегу проводили во время различных культурных и торговых мероприятий, таких как, например, торговля скотом и сельскохозяйственной продукцией. Соревнования, основными критериями которых были физическая сила и скорость, являлись увлекательным зрелищем для общества, состоящего преимущественно из пастухов и крестьян. Участие в подобного рода конкурсах были источником профессиональной гордости для соревнующихся. Самого быстрого пастуха и самого сильного крестьянина считали весьма уважаемыми людьми. Наиболее известный в Англии конкурс проводили (и продолжают проводить в наши дни, ежегодно в августе) в деревне Грасмер (en:Grasmere), расположенной в Озёрном крае.
В первых соревнованиях по горному бегу участвовали преимущественно профессионалы, поскольку победителям выплачивали неплохие призовые. Кроме того, подобного рода события привлекали игроков и букмекеров. В 19 веке большинство соревнований по горному бегу были профессиональными, за исключением некоторых, проводимых в частности в деревне Хэлэм Чэйз (Hallam Chase), расположенной в Шеффилде.
В викторианскую эпоху произошло значительное развитие любительского спортивного движения. В частности, в 1880 году была основана Британская ассоциация любителей лёгкой атлетики (Amateur Athletic Association of England), которая и определила основные современные принципы горного бега.
Выдающимся событием в истории горного бега было проведение в 1952 году соревнований под названием Lake District Mountain Trial. Этот забег стал первым среди многих появившихся позже соревнований на длинные дистанции, которые, хотя и являются менее зрелищными с точки зрения болельщиков, но требуют от участников значительной физической выносливости.
Следует отметить, что в Британии на протяжении почти всего XX-го столетия «профессиональный» и «любительский» горный бег существовали как 2 отдельные спортивные дисциплины. Соревнования профессионалов были закрыты для любителей, но профессионалы могли (в некоторых случаях) принять участие в любительских пробегах. Такая ситуация продолжалась вплоть до 1992 года, когда всем соревнования по горному бегу был присвоен статус открытых.
В 1970 году в Британии была основана Ассоциация горных бегунов (Fell Runners Association), которая взяла на себя функцию координации любительского движения в рамках этой спортивной дисциплины.

## Горный бег и другие виды спорта
- Современный горный бег имеет много общего с бегом по пересечённой местности. В отличие от бега по пересечённой местности, соревнования по горному бегу предусматривают более длинные дистанции и более крутые подъёмы. Кроме того, в большинстве случаев, на соревнованиях по горному бегу отсутствует разметка на плоских участках трассы. Бег по пересечённой местности является более скоростным по сравнению с горным бегом
- Горный бег и спортивное ориентирование. Главной задачей ориентировщика является определение кратчайшего маршрута к точке, в то время как горные бегуны двигаются к финишу по заранее определённой трассе. Тем не менее, горный бегун должен обладать некоторыми навыками ориентирования в условиях безлюдной горной местности. Соревнования категории О и горные марафоны (см. ниже) привлекают как спортсменов-ориентировщиков, так и горных бегунов
- Горный бег и скайраннинг. Соревнования по скайраннингу проводят на трассах, расположенных на более значительных высотах (от 2000 метров над уровнем моря), чем в горном беге

## Организации
В мире существуют несколько десятков национальных и международных организаций, занимающихся координацией горно-бегового движения. Среди них: британские Fell Runners Association и British Open Fell Runners Association, шотландская Scottish Hill Runners, уэльская Welsh Fell Runners Association, северо-ирландская Northern Ireland Mountain Running Association.
Главным органом, регулирующим горно-беговое движение, является World Mountain Running Association (WMRA; Всемирная ассоциация горного бега), действующая при Международной ассоциации легкоатлетических федераций (IAAF). WMRA занимается организацией и проведением чемпионата мира по горному бегу (World Mountain Running Championships) и ряда других спортивных мероприятий, среди которых чемпионат Африки (African Mountain Running Championships), чемпионат Европы (European Mountain Running Championships), чемпионат Южной Америки (South American Mountain Running Championships).

### Организации в Казахстане
В Казахстане соревнования по горному бегу проводят следующие организации:
- Федерация скайраннинга и трейлранинга республики Казахстан[1]
- Общественное объединение экстремальная атлетика[2]

## Классификация пробегов
Согласно правилам британской ассоциации горных бегунов трассы пробегов классифицируют по двум критериям — набор высоты и длина дистанции.
Классификация трасс по критерию «набор высоты».
Категория А:
- Набор высоты составляет как минимум 76 метров (250 футов) на каждую милю (1,6 км) дистанции
- По шоссе проходит не более 20 % от общей длины трассы
- Трасса должна быть длиной не менее одной мили (1,6 км)

Категория В:
- Набор высоты составляет как минимум 38 метров (125 футов) на каждую милю (1,6 км) дистанции
- По шоссе проходит не более 30 % от общей длины трассы

Категория С:
- Набор высоты составляет как минимум 30,4 метра (100 футов) на каждую милю (1,6 км) дистанции
- По шоссе проходит не более 40 % от общей длины трассы
- Часть трассы должна проходить по фактически горному рельефу

Классификация трасс по критерию «длина дистанции»:
- Категория L (long; длинная) — свыше 12 миль (19,3 км)
- Категория M (medium; средняя) — свыше 6 миль (9,6 км)
- Категория S (short; короткая) — до 6 миль (9,6 км)

Дополнительные категории.
Категория О:
- Соревнования с элементами ориентирования, координаты контрольных точек сообщаются участникам, когда они прибывают в место раздельного старта
- Как правило, спортсмены участвуют в таких соревнованиях командами из 2-х или, редко, 3-х участников

Категория ММ (горный марафон (Mountain marathon)):
- Аналогична категории О, но проводят в горной местности на протяжении двух и более дней
- Соревнования со значительным элементом ориентирования, карты и координаты контрольных точек выдаются перед стартов
- Участники обеспечивают себя провизией и экипировкой, необходимой для ночёвки
- Как правило, спортсмены участвуют в таких соревнованиях командами из 2-х или, редко, 3-х участников